# ガサルス
ガサルス（金色烏、アーヴ語:、アルファベット:Gatharsec）は、森岡浩之のSF小説「星界シリーズ」に登場する架空の鳥である。
金色に輝く烏であり、アーヴ根源二十九氏族の一つ、スポール氏の紋章とされる（ガサルスの下には、皇族であるアブリアルをからかう文言が書かれている）。スポール一門に関わる物には、この紋章があしらわれている。
伝説上の存在であったが、アーヴの得意とする遺伝子改造の結果、実際に金色の烏が産み出され、レトパーニュ大公爵城館に九羽現存する。『星界の断章』収録の短編『君臨』にガサルスの詳細な描写が登場するが、カラスを元に作り出したらしく、鳴き声はお世辞にも良いとは言えない。

## ガサルスの起源
以下の記述は、「星界の裏設定」による。
Gatharsec―「金色烏（ガサルス）」の由来について、 NIFTY SERVEで作者森岡浩之は、日本神話に登場する「八咫烏（ヤタガラス）」の子音遷移による音韻変化と語っている。
推定される音韻変化の過程
（原アーヴ語）
y(j)atagarasu → jatgars → gathars → gatharsec 
- 第一子音＝j→gの子音遷移
- 第三子音＝g→hの子音遷移
- 語尾＝+ec…主格語尾

もっとも日本神話では、八咫烏は『古事記』中巻の冒頭に登場し、高木大神（高御産巣日神）より遣わされ、苦境に陥った神武天皇の東征を導いた存在とされており、とくに金色とは表記されていない。これはアーヴたちが祖先の神話や伝承を交易によって収集した過程で、混乱が起こったのが原因とされる（もっとも、単なる作者の勘違いである可能性もある）。